# Marco Faustino Gagliuffi
Marco Faustino Gagliuffi (in croato Marko Faustin Galjuf; Ragusa, 15 febbraio 1765 – Novi Ligure, 14 febbraio 1834) è stato un umanista, poeta e latinista italiano.

## Biografia
Marco Faustino Gagliuffi nacque a Ragusa di Dalmazia 15 febbraio 1765. Entrato quindicenne nell’Ordine degli scolopi, per alcuni anni insegnò retorica nei collegi dell’ordine a Urbino e a Roma, dove nel 1784 fu ammesso in Arcadia con il nome di Chelinto Epirotico. Subito dopo l'invasione francese del 1798 Gagliuffi abbandonò l’abito talare e prese parte attiva al governo della Repubblica Romana. Alla caduta la Repubblica fu arrestato e detenuto per breve tempo a Civitavecchia, ma riuscì a evadere e riparò a Genova, e dalla Repubblica Ligure fu mandato a Parigi. Nel 1803 ottenne la cattedra di eloquenza all'Università di Genova e nel 1810, completati gli studi legali, quella per il commento del Codice napoleonico. Dopo la Restaurazione lasciò l’insegnamento e cominciò a viaggiare in Italia e all’estero, destando ammirazione per le sue eleganti improvvisazioni latine. Nel luglio 1831 Carlo Alberto di Savoia lo nominò bibliotecario dell’Università di Genova. Morì a Novi Ligure il 14 febbraio 1834.